# Variantie-inflatiefactor
In de statistiek is de variantie-inflatiefactor, aangeduid met {\displaystyle \mathrm {VIF} }, een grootheid die gebruikt wordt om na te gaan of er multicollineariteit aanwezig is tussen twee of meer van de verklarende variabelen in een regressieanalyse. De variantie-inflatiefactor is direct gerelateerd aan de determinatiecoëfficiënt. Algemeen wordt aangenomen dat er multicollineariteit is als de {\displaystyle \mathrm {VIF} } groter is dan 4.

## Definitie
De variantie-inflatiefactor is gedefinieerd als
{\displaystyle \mathrm {VIF} ={\frac {1}{1-R^{2}}}}
waarin {\displaystyle R^{2}} de determinatiecoëfficiënt is.
Omdat de determinatiecoëfficiënt opgevat kan worden als de verhouding van de ten gevolge van de regressie door de variabelen verklaarde variantie en de totale variantie, kan de variantie-inflatiefactor gezien worden als de verhouding van de totale en de resterende variantie.
Als de determinatiecoëfficiënt een kleine waarde aanneemt, is er nauwelijks multicollineariteit. Dan wordt het model niet vertekend en zullen er geen variabelen uit het model verwijderd hoeven worden.